# Sudirman
Pour l’article homonyme, voir Chaîne de Sudirman.
Le général Sudirman, ou Soedirman dans sa graphie originale (24 janvier 1916 - 29 janvier 1950), était le commandant de l'armée indonésienne pendant la période de conflit armé avec les Hollandais qui suivit la proclamation de l'indépendance de l'Indonésie, de 1945 à 1949. 
Né dans la province de Java central, dans le village de Bodas Karangjati, il fréquente la Hollandsch-Inlandsche School ("école hollandaise pour indigènes") de Purwokerto, puis l'école normale d'institeurs de l'organisation musulmane Muhammadiyah à Surakarta. Il est ensuite instituteur à l'école de la Muhammadiyah de Cilacap. 
Durant l'occupation japonaise des Indes orientales néerlandaises, Sudirman entre dans la PETA (Pembela Tanah Air, "défenseurs de la patrie"), un corps de supplétifs indigènes formé par les Japonais dans l'éventualité d'un débarquement des Alliés occidentaux. Il devient commandant de bataillon.
Après la capitulation du Japon le 15 août 1945 et la proclamation de l'indépendance le 17 août par Soekarno et Mohammad Hatta, il transforme son bataillon en un régiment de la tout jeune armée indonésienne, basé à Banyumas près de Purwokerto.
Le 12 novembre 1945, Sudirman est nommé commandant en chef de l'armée, poste qu'il occupera jusqu'à sa mort. Sa première bataille a lieu en novembre-décembre 1945 à Ambarawa, dans le centre de Java, contre les troupes britanniques et néerlandaises. Le 12 décembre, il attaque les positions britanniques à Ambarawa, les forçant à se replier sur Semarang la capitale de la province, située sur la côte nord de Java. La bataille prend fin le 16 décembre.
Atteint de tuberculose, Sudirman n'en dirigera pas moins la lutte de guérilla contre les Hollandais. Il mène la résistance à l'attaque hollandaise de décembre 1948 contre Yogyakarta, alors capitale de la république d'Indonésie. Theodore Friend (2003) le décrit comme ayant « ...a strangely blended samurai discipline, Marxist disposition, and raw courage ».
Il meurt à Magelang le 29 janvier 1950 et est enterré au cimetière militaire de Semaki à Yogyakarta.